# Michail Iwanowitsch An
Michail Iwanowitsch An (russisch Михаил Иванович Ан; koreanisch 미하일 안; * 19. November 1953 in der Oblast Taschkent, Usbekische SSR, UdSSR; † 11. August 1979 nahe Dniprodserschynsk) war ein sowjetischer Fußballspieler.
Michail An gehörte der koreanischen Minderheit (Korjo-Saram) in der Sowjetunion an und wurde in der Usbekischen SSR, in der Nähe der heutigen usbekischen Hauptstadt Taschkent, geboren. Dort begann er bei Politotdel Taschkent auch das Fußballspielen. Mit 17 Jahren wechselte er zu Pachtakor Taschkent, wo er bis 1979 in über 230 Spielen eingesetzt wurde und 50 Tore schoss. Er spielte auf der Position des Mittelfeldspielers. 1978 absolvierte er auch zwei Länderspiele für die sowjetische Fußballnationalmannschaft.
Im Jahr 1979 flog die Mannschaft von Pachtakor zu einem Spiel nach Minsk, während des Fluges stieß jedoch die Maschine der Mannschaft, eine Tupolew Tu-134, mit einem anderen Flugzeug zusammen und stürzte in der Nähe der Stadt Dniprodserschynsk ab. Dabei kam die gesamte Mannschaft ums Leben.
Sein älterer Bruder Dmitri war ebenfalls Fußballspieler.